# Junkers Ju 160
Dimensions
Le Junkers Ju 160 est un avion de transport de passagers monomoteur.

## Historique

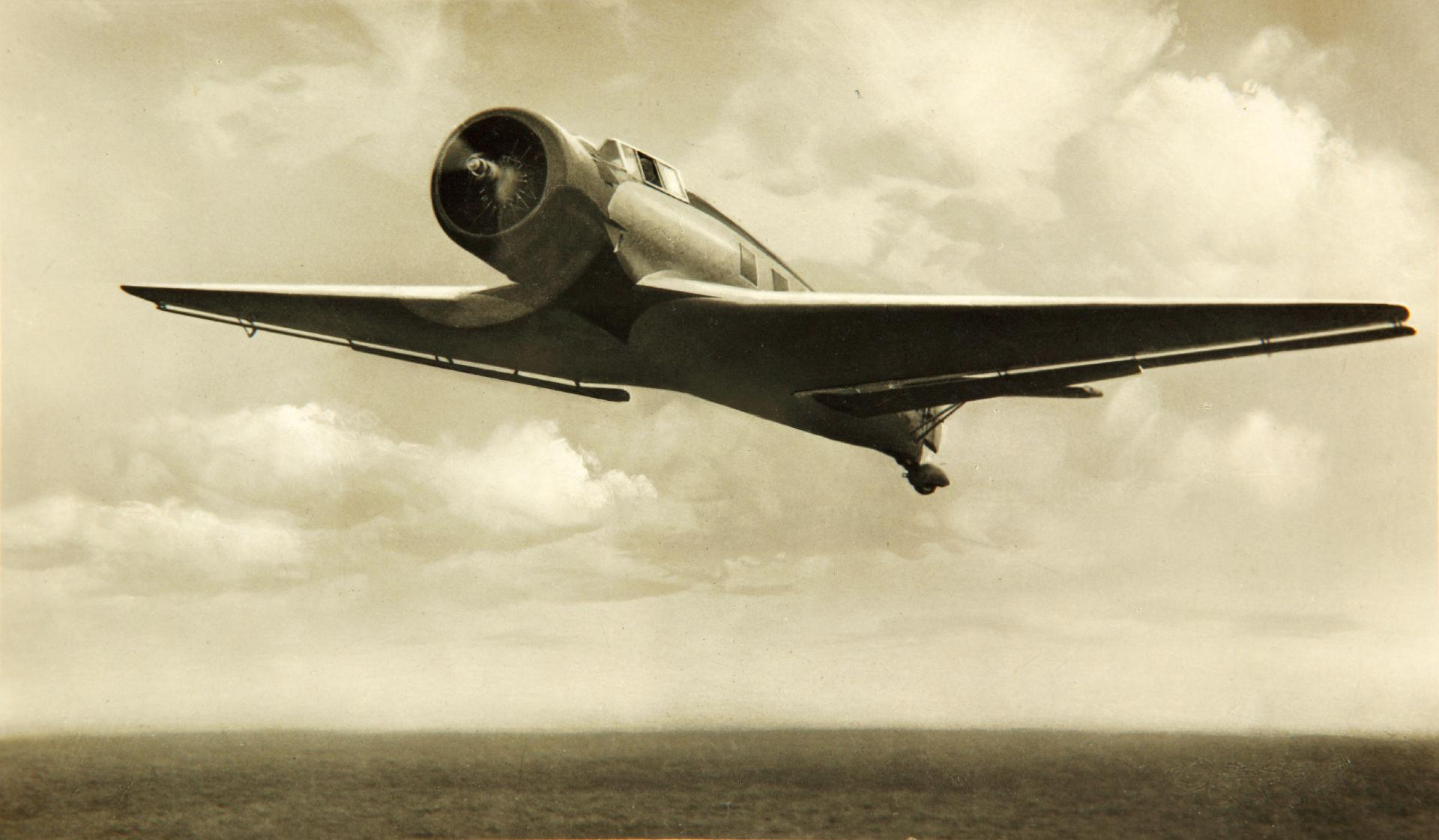

Le Ju 160 a été développé comme un avion de transport rapide à partir du Junkers Ju 60 et a réalisé son premier vol le 30 janvier 1934. Au total, seuls 46 exemplaires (numéros de série 4202 à 4247) ont été construits.
Un moteur en étoile BMW 132A de 660 ch assure la propulsion. En plus des deux membres d'équipage, six passagers peuvent être transportés. Le troisième prototype du Ju 60, portant le numéro de série 4202 et le numéro d'enregistrement D-UNOR, a été utilisé comme prototype pour les Junkers améliorés.
Le Ju 160 était essentiellement le même que son prédécesseur. Cependant, quelques changements aérodynamiques décisifs ont permis d'atteindre une vitesse de croisière supérieure. Les ailes sont désormais également bordées de tôle lisse et mieux profilées. Toutes les ouvertures telles que les portes et les fenêtres ainsi que les poignées, les rivets et les marches ont été installées de manière qu'elles affleurent avec la surface extérieure.

### Usage civil
Comme le Heinkel He 70 déjà commandé par Lufthansa, le Ju 160 a également atteint une vitesse de pointe de 340 km/h. La Lufthansa a utilisé 21 Ju 160, principalement sur des lignes secondaires, car la capacité en passagers était trop faible pour les lignes principales. De 1935 à 1939, 3,5 millions de kilomètres ont été parcourus sur des services réguliers. De 1936 à 1938, il y a eu au total quatre pertes totales, avec des victimes. Au début de la guerre, les avions sont retirés du service et progressivement remis à la Luftwaffe. Ils y ont été mis au rebut en 1941.